# 阿拉丁撞击坑
阿拉丁（英語：Aladdin）是土星的卫星- 土卫二北半球的一座撞击坑，它首次发现于旅行者2号所拍摄的照片。其坐标位于北纬60.7° 、西经26.7°，直径约37.4公里。该陨坑坐落在阿里巴巴和萨马德撞击坑附近，阿拉丁撞击坑内有一座巨大的穹丘，表明该坑经历了一些粘性滑坡。
阿拉丁撞击坑取名自《一千零一夜》中的一位著名英雄的名字，他发现了一盏神灯。